# Vaccino anti-COVID-19
     Approvato per uso generale, vaccinazione di massa nel 2021-2022
     Autorizzazione d'emergenza, vaccinazione di massa nel 2021-2022

Mappa con status di approvazione di vaccini anti COVID-19 nei vari Stati del mondo (aggiornata all'ottobre 2022):
Approvato per uso generale, vaccinazione di massa nel 2021-2022
Autorizzazione d'emergenza, vaccinazione di massa nel 2021-2022

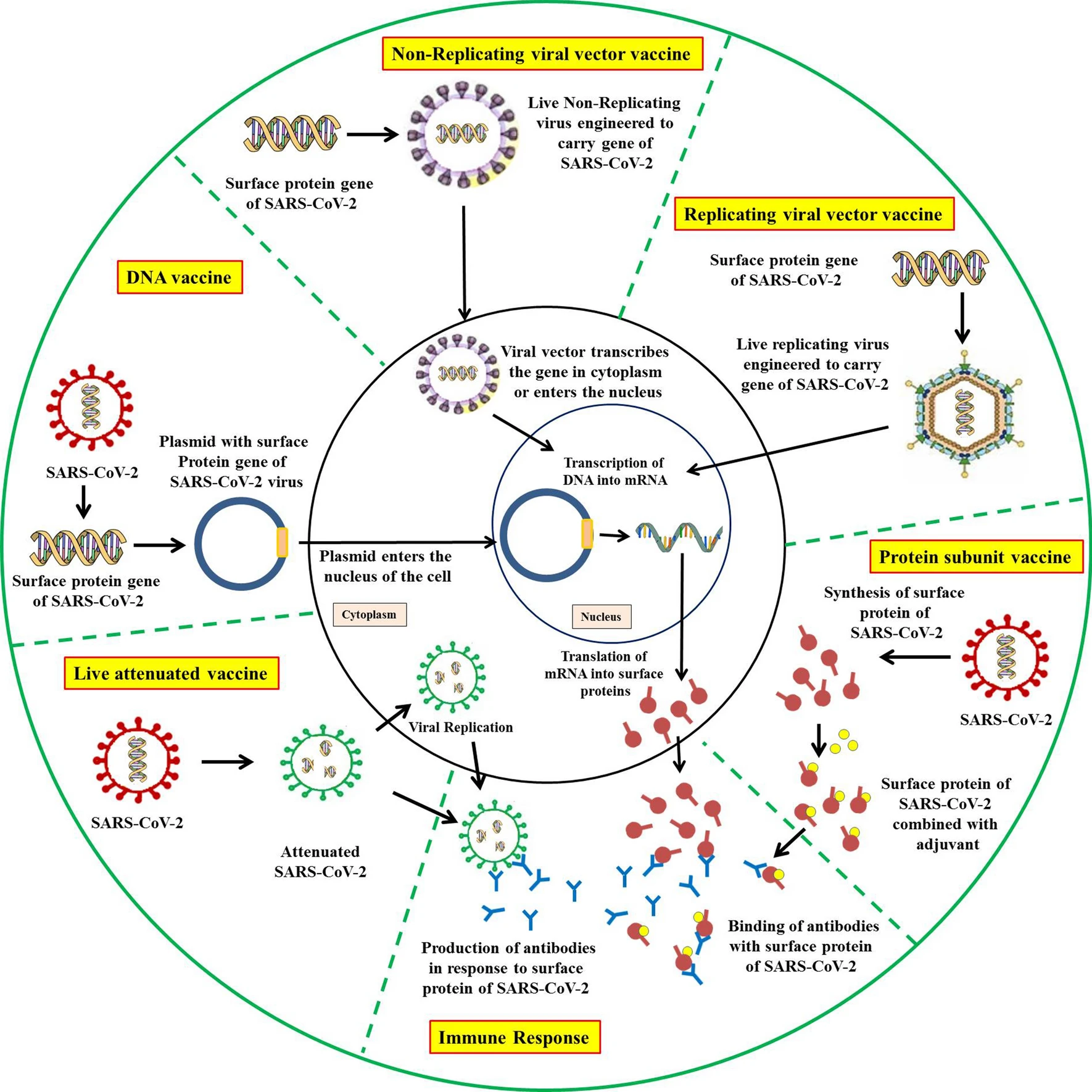
Una panoramica della progettazione e dello sviluppo dei vaccini anti-COVID-19

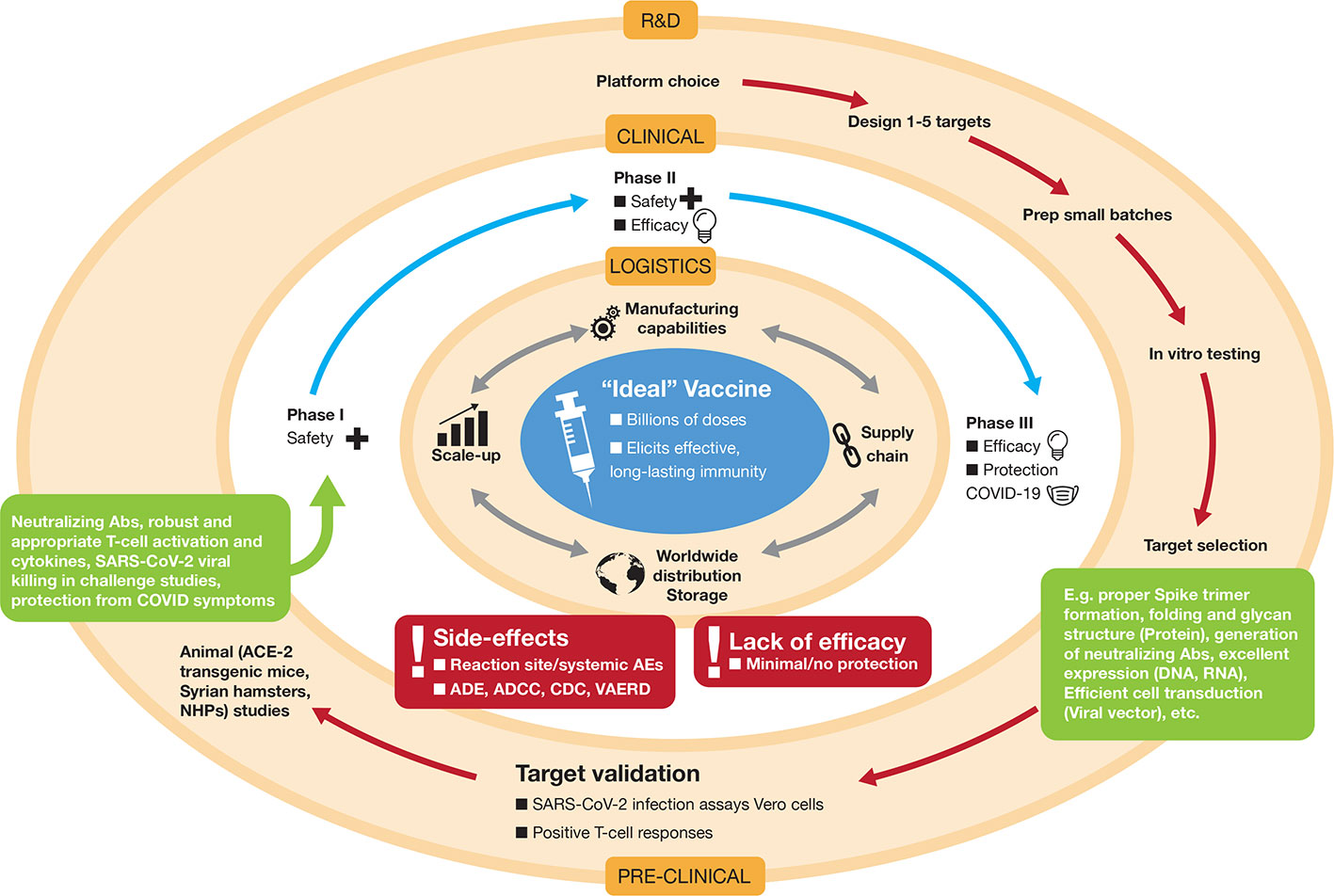
Fasi dello sviluppo del vaccino "ideale" per COVID-19 rappresentato da cerchi concentrici convergenti al bersaglio

Per vaccino anti-COVID-19 si intende un gruppo di vaccini in grado di indurre l'immunità acquisita contro la malattia COVID-19, causata dal virus SARS-CoV-2. In seguito alla pandemia di COVID-19 iniziata nel 2019, lo sviluppo di questi vaccini è diventato l'obiettivo di un vasto sforzo scientifico a livello mondiale.
I dati clinici hanno dimostrato che i vaccini assicurano un'efficace protezione dalla malattia e dai suoi sintomi gravi, mentre nella quasi totalità dei casi resta da quantificarne l'efficacia nel prevenire l'infezione e la possibilità di trasmissione a terzi. In base a queste caratteristiche, i vaccini approvati rientrano in via prudenziale nella definizione di "leaky vaccine".

## Storia
Prima della COVID-19, un vaccino per una malattia infettiva non era mai stato prodotto in meno di diversi anni e non esisteva alcun vaccino per prevenire un'infezione da coronavirus negli esseri umani. I precedenti progetti per lo sviluppo di vaccini per i virus della famiglia Coronaviridae che colpiscono gli esseri umani erano stati finalizzati alla sindrome respiratoria acuta grave (SARS) e alla sindrome respiratoria mediorientale (MERS); tuttavia, sono stati prodotti vaccini contro diverse malattie animali causate dai coronavirus, tra cui (a partire dal 2003) il virus della bronchite infettiva aviaria, il coronavirus canino e il coronavirus felino. I vaccini contro la SARS e la MERS sono stati testati su animali, non su umani.
Secondo gli studi pubblicati nel 2005 e nel 2006, l'identificazione e lo sviluppo di nuovi vaccini e farmaci per il trattamento della SARS era una priorità per i governi e le agenzie di sanità pubblica di tutto il mondo in quel momento. Al 2020, non esiste alcuna cura o vaccino protettivo dimostratosi sicuro ed efficace contro la SARS negli esseri umani. Non esiste nemmeno un vaccino provato contro la MERS; quando la MERS si diffuse, si riteneva che la ricerca esistente sulla SARS potesse fornire un modello utile per lo sviluppo di vaccini e terapie contro un'infezione da MERS-CoV. A marzo 2020 esisteva un vaccino anti-MERS (basato su DNA) che ha completato gli studi clinici di fase I sugli esseri umani e altri tre in corso, tutti vaccini a vettore virale: due a vettore adenovirale (ChAdOx1-MERS, BVRS-GamVac) e uno a vettore Modified Vaccinia Ankara (MVA-MERS-S).
L'urgenza di creare un vaccino per la COVID-19 ha portato a programmi compressi che hanno abbreviato la tempistica standard di sviluppo del vaccino, in alcuni casi combinando le fasi della sperimentazione clinica nell'arco di mesi, un processo tipicamente condotto sequenzialmente nel corso degli anni. Sono stati valutati più passaggi lungo l'intero percorso di sviluppo, compreso il livello di tossicità accettabile del vaccino (la sua sicurezza), se rivolgerlo a popolazioni vulnerabili, la necessità di scoperte di efficacia del vaccino, la durata della protezione vaccinale, sistemi di somministrazione speciali (come orale o nasale, piuttosto che per iniezione), regime posologico, caratteristiche di stabilità e conservazione, autorizzazione all'uso di emergenza prima della licenza formale, produzione ottimale per il ridimensionamento a miliardi di dosi e diffusione del vaccino autorizzato. Le tempistiche per condurre la ricerca clinica - normalmente un processo sequenziale che richiede anni - sono state compresse in prove di sicurezza, efficacia e dosaggio svolte simultaneamente per mesi, potenzialmente compromettendo la garanzia di sicurezza.
A marzo 2021, erano dodici i vaccini autorizzati da almeno un'autorità nazionale di regolamentazione per l'uso pubblico:
Vaccini a RNA
- vaccino Pfizer-BioNTech, il primo approvato per l'uso regolare[21]
- vaccino Moderna

Vaccini a subunità proteiche
- vaccino Nuvaxovid della Novavax, il primo vaccino a subunità ricombinanti di glicoproteine approvato nell’Unione europea[22][23][24]
- EpiVacCorona dell'Istituto Vektor
- ZF2001.[25]
- Corbevax

Vaccini inattivati convenzionali
- BBIBP-CorV di Sinopharm
- BBV152 di Bharat Biotech
- CoronaVac di Sinovac
- CoviVac

Vaccini a vettore virale
- Sputnik V dell'Istituto di ricerca Gamaleya
- vaccino Oxford-AstraZeneca
- Ad5-nCoV della CanSino
- vaccino Johnson & Johnson

Al 28 gennaio 2022, sono state somministrate più di 10 miliardi di singole dosi nel mondo, e il 60,9% della popolazione mondiale ha ricevuto almeno una dose di vaccino. Pfizer, Moderna e AstraZeneca avevano invece previsto una capacità di produzione di 5,3 miliardi di dosi nel 2021, tale da vaccinare con 2 dosi circa 3 miliardi di individui.

## Pianificazione e sviluppo
Dopo che il nuovo coronavirus è stato isolato nel dicembre 2019, la sua sequenza genetica è stata pubblicata l'11 gennaio 2020, innescando una risposta internazionale urgente per prepararsi a un'epidemia e accelerare lo sviluppo di un vaccino preventivo. Dall'inizio del 2020, lo sviluppo del vaccino anti-COVID-19 è stato accelerato grazie a una collaborazione senza precedenti nell'industria farmaceutica internazionale e tra i governi. Entro giugno 2020, decine di miliardi di dollari erano già stati investiti da aziende private e pubbliche, governi, organizzazioni sanitarie internazionali e gruppi di ricerca universitari per sviluppare dozzine di candidati vaccini e prepararsi a programmi di vaccinazione globali per immunizzare contro l'infezione da COVID-19. Secondo la CEPI, la distribuzione geografica dello sviluppo del vaccino anti-COVID-19 vede le entità nordamericane detenere circa il 40% dell'attività, seguite dal 30% in Asia e in Australia, il 26% in Europa e alcuni progetti in Sudamerica e Africa.
Nel febbraio 2020, l'OMS ha dichiarato di non aspettarsi che un vaccino contro la COVID-19 diventasse disponibile in meno di 18 mesi. Il tasso di infezione in rapida crescita della COVID-19 in tutto il mondo durante l'inizio del 2020 ha stimolato alleanze internazionali, aziende e governi a organizzare urgentemente le risorse per produrre più vaccini in tempi ridotti, con quattro candidati vaccini entrati nella valutazione umana a marzo 2020.
Il 24 giugno 2020, la Cina ha approvato il vaccino CanSino solo per l'uso limitato in campo militare e due vaccini inattivati per l'uso di emergenza in caso di occupazioni ad alto rischio. L'11 agosto 2020, la Russia ha annunciato l'approvazione del suo vaccino Sputnik V per l'uso di emergenza, sebbene, un mese dopo, solo piccole quantità del vaccino fossero state distribuite per l'uso al di fuori della sperimentazione clinica di fase III. La partnership tra la statunitense Pfizer e la tedesca BioNTech ha presentato una richiesta EUA (autorizzazione all'uso di emergenza) alla FDA per il vaccino a mRNA BNT162b2 (ingrediente attivo tozinameran, nome commerciale Comirnaty) il 20 novembre 2020. Il 2 dicembre 2020, l'Agenzia di regolamentazione dei medicinali e dei prodotti sanitari (MHRA) del Regno Unito ha approvato l'uso temporaneo per il vaccino Pfizer-BioNTech, diventando il primo Paese ad approvare questo vaccino e il primo Paese nel mondo occidentale ad approvare l'uso di qualsiasi vaccino anti-COVID-19. Entro il 21 dicembre 2020, molti Paesi e l'Unione europea hanno autorizzato e/o approvato il vaccino Pfizer-BioNTech. L'11 dicembre 2020, la Food and Drug Administration degli Stati Uniti ha concesso un'autorizzazione all'uso di emergenza per il vaccino Pfizer-BioNTech e, una settimana dopo, anche per mRNA-1273, il vaccino della statunitense Moderna, in seguito approvato anche da altri Paesi (vedi la sezione Vaccini autorizzati e approvati).

## Vaccini

### Vaccini autorizzati e approvati
| Tecnologia                                                   | Vaccino                                   | Sviluppatori e promotori                                                                                | Efficacia complessiva | Autorizzazione |
| ------------------------------------------------------------ | ----------------------------------------- | --- | --- | --- |
| Vaccino a RNA (mRNA incapsulato in nanoparticelle lipidiche) | Tozinameran (nome commerciale: Comirnaty) | BioNTech Pfizer                                                                                         | 95% | Autorizzazione completa in 39 Paesi: Unione europea (27 Paesi), Australia, Brasile, Fær Øer, Groenlandia, Islanda, Giappone, Malesia, Norvegia, Arabia Saudita, Serbia, Svizzera, Corea del Sud, Stati Uniti d'America Autorizzazione di emergenza in altri 34 Paesi e dell'OMS |
| Vaccino a RNA (mRNA incapsulato in nanoparticelle lipidiche) | Vaccino Moderna                           | Moderna, NIAID, BARDA                                                                                   | 94,1% | Autorizzazione completa in 31 Paesi: Unione europea (27 Paesi), Fær Øer, Groenlandia, Islanda, Norvegia Autorizzazione di emergenza in altri 9 Paesi |
| Vaccino a subunità glicoproteica                             | Vaccino Novavax                           | Novavax                                                                                                 | 90,4% | Autorizzazione completa in 3 paesi: Canada, Australia, Corea del Sud Autorizzazione di emergenza in 33 Paesi: Unione europea (27 Paesi), India, Indonesia, Nuova Zelanda, Filippine, Singapore, Regno unito, OMS (programma COVAX)                                              |
| Vaccino a subunità glicoproteica                             | EpiVacCorona                              | Centro nazionale di ricerca in virologia e biotecnologie VEKTOR                                         | | Autorizzazione completa in Turkmenistan Autorizzazione di emergenza in Russia |
| Vaccino a subunità glicoproteica                             | ZF2001                                    | Anhui Zhifei Longcom Biopharmaceutical Co. Ltd.                                                         | | Autorizzazione di emergenza in Uzbekistan |
| Vaccino a vettore virale Adenoviridae                        | ChAdOx1 (nome commerciale: Vaxzevria)     | AstraZeneca Università di Oxford collaborazione IRBM                                                    | 76% (efficacia complessiva dopo la prima dose) 81% (dopo la seconda dose effettuata dopo almeno 12 settimane)                                                                 | Autorizzazione completa in 31 Paesi: Unione europea (27 Paesi), Australia, Canada, Malesia, Corea del Sud Autorizzazione di emergenza in altri 32 Paesi e dell'OMS |
| Vaccino a vettore virale Adenoviridae                        | Gam-COVID-Vac o Sputnik V                 | Centro nazionale di ricerca epidemiologica e microbiologica N. F. Gamaleja                              | 91,6% | Autorizzazione completa in 8 Paesi: Angola, Repubblica del Congo, Gibuti, Ungheria, Kirghizistan, Siria, Turkmenistan e Uzbekistan Autorizzazione di emergenza in 39 Paesi |
| Vaccino a vettore virale Adenoviridae                        | Ad26.COV2.S                               | Janssen ( Johnson & Johnson) BIDMC (Harvard Medical School)                                             | | Autorizzazione completa in Unione europea Autorizzazione di emergenza in 5 Paesi |
| Vaccino a vettore virale Adenoviridae                        | Ad5-nCoV                                  | CanSino Biologics                                                                                       | | Autorizzazione di emergenza in Cina, Messico e Pakistan |
| Vaccino inattivato di SARS-CoV-2                             | BBIBP-CorV                                | Sinopharm                                                                                               | 79% (analisi interna di Sinopharm) | Autorizzazione completa in Bahrein, in Cina, alle Seychelles e negli Emirati Arabi Uniti Autorizzazione di emergenza in altri 22 Paesi |
| Vaccino inattivato di SARS-CoV-2                             | CoronaVac                                 | Sinovac                                                                                                 | 50,4% (nella prevenzione di infezioni sintomatiche, studio brasiliano) 65,3% (analisi complessiva in Indonesia) 91,25% (analisi ad interim di un piccolo campione in Turchia) | Autorizzazione completa in Cina e Malesia Autorizzazione di emergenza in 19 Paesi |
| Vaccino inattivato di SARS-CoV-2                             | BBV152                                    | Bharat Biotech                                                                                          | | Autorizzazione di emergenza in India, Iran e Zimbabwe |
| Vaccino inattivato di SARS-CoV-2                             | CoviVac                                   | Centro per la ricerca e lo sviluppo di prodotti biologici M.P. Chumakov (Accademia russa delle scienze) | | Autorizzazione di emergenza in Russia |

### Vaccini sperimentali con sperimentazioni in corso
A marzo 2021, 73 vaccini erano in sperimentazione clinica, di cui 24 in studi in fase I, 33 in studi di fase I-II e 16 in studi di fase III.
Tra i vaccini in sperimentazione, non ancora approvati dalle autorità statali, ci sono:
- GRAd-Cov-2: sviluppato da Reithera e dall'Istituto nazionale per le malattie infettive italiano, è basato sulla tecnica del vettore virale, in cui un adenovirus del gorilla non replicativo viene indirizzato sul bersaglio della proteina spike del virus. Ha concluso la fase I (gennaio 2021). È in corso la fase II.[135]
- Covid-eVax: vaccino a DNA in sperimentazione da parte di Takis e Rottapharm Biotech;[136]
- VLA2001 di Valneva SE;[137]
- PHH-1V di HIPRA;
- ZF2001 di Anhui Zhifei Longcom Biopharmaceutical Co. Ltd.;[138]
- CVnCoV (Zorecimeran) di CureVac e CEPI;[139]
- ZyCoV-D di Cadila Healthcare;[140]
- CoVLP di Medicago e GlaxoSmithKline;[141]
- IIBR-100 dell'Istituto israeliano per la ricerca biologica;[142]
- FINLAY-FR-2 dell'Instituto Finlay de Vacunas;[143]
- INO-4800 di Inovio, CEPI, KNIH e International Vaccine Institute dell'ONU;[144][145]
- AG0301-COVID-19 di AnGes e AMED;[146]
- Lunar-COV19/ARCT-021 di Arcturus Therapeutics;[147][148]
- ARCT-154 di Arcturus Therapeutics e Vinbiocare;[149][150]
- COVID‑19/aAPC e LV-SMENP-DC dello Shenzhen Genoimmune Medical Institute;[151][152][153]
- LNP-nCoVsaRNA dell'unità di studi clinici del Medical Research Council all'Imperial College London;[154]
- GX-19 del Genexine Consortium con l'International Vaccine Institute dell'ONU;[155][156]
- SCB-2019 di Clover Biopharmaceuticals, GlaxoSmithKline e CEPI;[157][158]
- COVAX-19 della Vaxine Pty Ltd.;[159][160]
- CTII-nCoV dell'Accademia di scienze militari dell'EPL;[161]
- HGC019 di Gennova Biopharmaceuticals e HDT Biotech Corporation;[162][163]
- Bangavax di Globe Biotech Ltd of Bangladesh;[164]
- Nano Covax di Nanogen Pharmaceutical Biotechnology JSC;[165]
- PiCoVacc;[166]
- Vaccino Sanofi-GSK: vaccino creato con proteine ricombinanti di Sanofi Pasteur e GlaxoSmithKline.[144][167]

### Costi
| Produttore         | Prezzo/dose (in € o $, al 17/12/2020) |
| ------------------ | ------------------------------------- |
| Novavax            | 20,9 $ o 18,41€                       |
| Oxford-AstraZeneca | 1,78 €                                |
| Johnson&Johnson    | 8,50 $ o 6,93 €                       |
| Sanofi/GSK         | 7,56 €                                |
| Pfizer/BioNTech    | 12,00 €                               |
| CureVac            | 10,00 €                               |
| Moderna            | 18,00 $ o 14,68 €                     |

### Vaccini cancellati
Lo sviluppo del vaccino V451 dell'Università del Queensland e di CSL Limited è stato annullato l'11 dicembre 2020 dopo che erano risultati falsi positivi ai test HIV in alcuni partecipanti alla sperimentazione di fase I. Come parte del progetto, i ricercatori avevano aggiunto un frammento di una proteina che si trova sul virus HIV come "innovativa tecnologia di clamp molecolare", che ha portato a una risposta anticorpale parziale verso l'HIV, in grado di interferire con i test di depistaggio.

## Efficacia

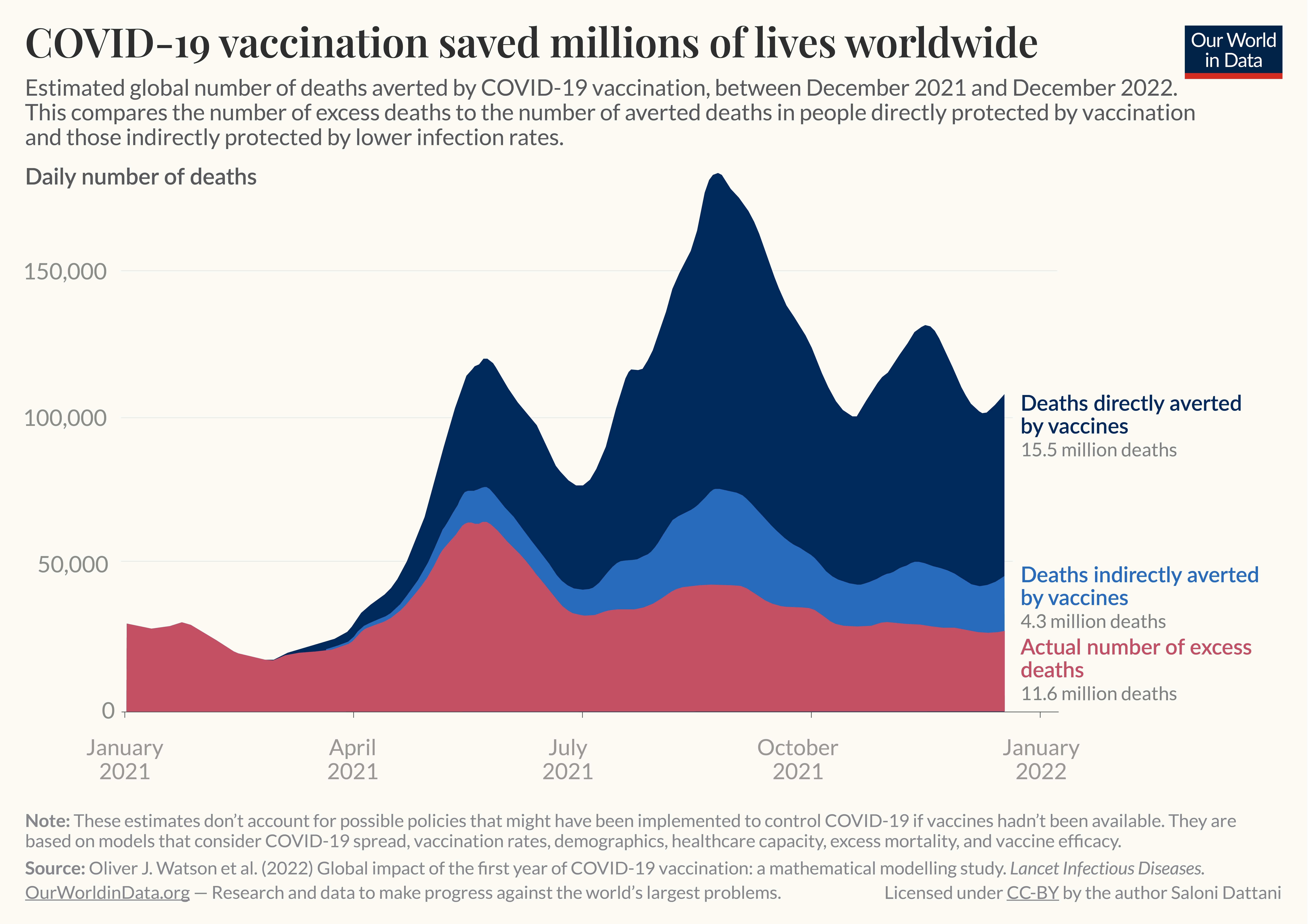
I ricercatori hanno stimato che il vaccino anti-COVID-19 ha salvato circa 20 milioni di vite a livello globale nel primo anno di disponibilità del vaccino

L'efficacia della vaccinazione anti-COVID-19 ha impatti differenti a seconda se si tratta della vaccinazione primaria o se si tratta delle dosi di richiamo, conosciute anche come booster.

### Vaccinazione primaria
L'effettività di un nuovo vaccino è definita dalla sua efficacia. Nel caso della COVID-19, un'efficacia del vaccino del 67% può essere sufficiente per rallentare la pandemia, ma ciò presuppone che il vaccino conferisca un'immunità sterilizzante, necessaria per prevenire la trasmissione. L'efficacia del vaccino riflette la prevenzione delle malattie, uno scarso indicatore di trasmissibilità di SARS-CoV-2 poiché le persone asintomatiche possono essere altamente infettive. La Food and Drug Administration (FDA) statunitense e l'Agenzia europea per i medicinali (EMA) hanno fissato una soglia del 50% come efficacia richiesta per approvare un vaccino anti-COVID-19.
I vaccini autorizzati e approvati hanno mostrato un'efficacia che varia dal 62% al 90% per il più economico vaccino Oxford-AstraZeneca (con vari regimi di dosaggio) e un'efficacia al 95% per il più costoso vaccino Pfizer-BioNTech. L'efficacia del vaccino Moderna è del 95,6% per le persone di età compresa tra 18 e 64 anni. Il vaccino indiano BBV152 non ha pubblicato i risultati di efficacia al 7 gennaio 2021.
Per quanto riguarda il vaccino cinese BBIBP-CorV, Sinopharm ha annunciato che l'efficacia del vaccino era del 79,34%, inferiore all'86% annunciato dagli Emirati Arabi Uniti il 9 dicembre. Gli Emirati Arabi Uniti hanno basato i propri risultati su un'analisi ad interim degli studi di fase III condotti da luglio 2020.
Riguardo all'altro vaccino cinese CoronaVac, dopo tre ritardi nel rilascio dei risultati, l'Instituto Butantan ha inizialmente annunciato nel gennaio 2021 che il vaccino era efficace al 78% nei casi lievi e al 100% contro le infezioni gravi e moderate sulla base di 220 casi di COVID-19 tra 13 000 volontari, rifiutandosi di elaborare come è stato calcolato il tasso di efficacia e sollevando dubbi nella comunità scientifica. Lo stesso istituto brasiliano in seguito ha dichiarato che, sulla base di informazioni più complete, l'efficacia del CoronaVac nel prevenire infezioni sintomatiche è solo del 50,4%, appena sopra la soglia precedentemente citata necessaria all'approvazione.
I vaccini oggi approvati sono per la quasi totalità "leaky vaccines", in quanto proteggono efficacemente da malattia e sintomi gravi, ma solo in misura minore (ancora da quantificare) dalla possibilità di infezione e trasmissione.

### Richiami vaccinali
I richiami vaccinali, hanno permesso di migliorare la risposta immunitaria, permettendo una riduzione dell'ospedalizzazione, effetto che è diminuito col prosieguo delle settimane dopo la somministrazione, arrivando a un incremento minimo o nullo sulla protezione dopo 24 settimane, evidenziando come non è tanto il numero di dosi a definire la protezione, ma il tempo dalla loro somministrazione.

### Risposta immunitaria
La risposta immunitaria oltre a differire tra i vari vaccini, differisce anche tra individui vaccinati con lo stesso farmaco, evidenza emersa tramite l'analisi statistiche, evidenziando come una particolare regione del genoma sul cromosoma 6, era significativamente associata ai livelli anticorpali, e in questa specifica regione genomica si codificano le molecole coinvolte nei meccanismi di risposta immunitaria; tali geni sono molto variabili ed esistono differenti combinazioni e alcune di queste sono associate a livelli di anticorpi più alti, mentre altre a livelli più bassi, spiegando quindi dal punto di vista genetico le differenze nella risposta alla vaccinazione osservate tra individui diversi.
L'identificazione di specifici alleli HLA che conferiscono una predisposizione a un'alta o bassa produzione di anticorpi dopo la somministrazione del vaccino anti-COVID-19 può permettere di differenziare e personalizzare la campagna vaccinale, fornendo a ciascun individuo il vaccino più adatto, e che permetterà di produrre più anticorpi possibili.
Tale approccio può essere esteso anche ad altri vaccini ideati contro altre malattie, nell'ottica di una vaccinazione di precisione supportata dalla vaccinogenomica.

## Sicurezza
Negli Stati Uniti tra il 14 dicembre 2020 e il 18 gennaio 2021 sono state somministrate 9 943 247 dosi del vaccino Pfizer-BioNTech e 7 581 429 dosi del vaccino Moderna. Durante questo periodo sono state segnalate appena 66 reazioni riconducibili ad anafilassi (rispettivamente 47 per il primo e 19 per il secondo vaccino): i soggetti colpiti sono stati prontamente assistiti, e non si è verificato nessun decesso. L'11 marzo 2021, in alcuni Paesi europei, viene sospeso, in via precauzionale, l'uso del vaccino prodotto da AstraZeneca a seguito di alcune morti causate da trombosi, forse correlate al vaccino. Il successivo 15 marzo, in Italia, l'AIFA sospende anch'essa il vaccino prodotto da AstraZeneca in via precauzionale. Nel 2024 AstraZeneca dichiara che il suo vaccino anti-COVID-19 può in rari e particolari casi provocare una sindrome da trombosi con trombocitopenia (Tts) per cause sconosciute.
Su 66 milioni di dosi somministrate in Italia sono state riscontrate 84 mila reazioni avverse, di cui l'87,1% non gravi. Sono stati segnalati 498 decessi, dei quali 29 sono stati ritenuti da AIFA fino al luglio 2022 direttamente correlabili alla vaccinazione. Secondo la distribuzione temporale delle reazioni avverse, si nota che la maggior parte sono avvenute durante le prime fasi della vaccinazione, riducendosi notevolmente nelle successive fasi.
Alcune analisi svolte in Australia hanno evidenziato una correlazione statistica tra le morti eccedenti e il periodo di vaccinazione, evidenziando una sovrapposizione morfologica tra le curve delle somministrazioni (posticipate di 21 settimane) e le morti eccedenti.

## Piattaforme tecnologiche
A gennaio 2021, esistevano nove differenti piattaforme tecnologiche in fase di ricerca e sviluppo per creare un vaccino contro la COVID-19. La maggior parte dei possibili vaccini sono ancora focalizzati sulla proteina S (spike o spinula) di superficie del virus, benché siano allo studio altri diretti contro la proteina N del nucleocapside, ovvero contro specifiche porzioni del genoma virale. Un'ulteriore ricerca riguarda possibili vaccini ad azione immunostimolante o immunomodulante, specifica verso la COVID-19 o aspecifica, per limitare la malattia o migliorarne il decorso.
| Piattaforma molecolare        | Numero totale di candidati | Numero di candidati con sperimentazioni in atto sull'uomo |
| ----------------------------- | -------------------------- | --------------------------------------------------------- |
| Virus inattivato              | 19                         | 5                                                         |
| Subunità proteica             | 80                         | 4                                                         |
| Vettore virale non replicante | 35                         | 4                                                         |
| Basato su mRNA                | 36                         | 3                                                         |
| Basato su DNA                 | 23                         | 2                                                         |
| Particella virus-simile       | 19                         | 1                                                         |
| Vettore virale replicante     | 23                         | 0                                                         |
| Virus vivo attenuato          | 4                          | 0                                                         |

## Distribuzione
Al 24 agosto 2021, 4,98 miliardi di dosi di vaccino anti-COVID-19 sono state somministrate in tutto il mondo, secondo i rapporti ufficiali delle agenzie sanitarie nazionali.
Durante la pandemia sulla rapida sequenza temporale e portata delle infezioni da COVID-19 durante il 2020, organizzazioni internazionali come l'OMS e la CEPI, gli sviluppatori di vaccini, i governi e l'industria privata e pubblica hanno valutato la distribuzione dell'eventuale vaccino. I Paesi che producono un vaccino possono essere persuasi a favorire il miglior offerente per la produzione o a fornire il primo servizio al proprio Paese. Gli esperti hanno sottolineato che i vaccini autorizzati debbano essere disponibili e convenienti per le persone in prima linea nell'assistenza sanitaria e con le maggiori necessità. Ad aprile 2020, è stato riferito che il Regno Unito ha accettato di collaborare con altri venti Paesi e organizzazioni globali tra cui Francia, Germania e Italia per trovare un vaccino e condividere i risultati e che i cittadini britannici non avrebbero ottenuto un accesso preferenziale a nessun nuovo vaccino anti-COVID-19 sviluppato da università britanniche finanziate dai contribuenti. Diverse aziende hanno pianificato di produrre inizialmente un vaccino a prezzi artificialmente bassi, quindi di aumentare i prezzi per la redditività in seguito se sono necessarie vaccinazioni annuali e man mano che i Paesi accumulano scorte per le esigenze future.
Un rapporto CEPI dell'aprile 2020 affermava: "Saranno necessari un forte coordinamento internazionale e cooperazione tra sviluppatori di vaccini, regolatori, responsabili politici, finanziatori, enti di sanità pubblica e governi per garantire che i promettenti candidati vaccinali in fase avanzata possano essere prodotti in quantità sufficienti e forniti equamente a tutte le aree colpite, in particolare le regioni con poche risorse". Le leggi sui brevetti complicano il lancio globale del vaccino contro il nuovo coronavirus. L'OMS e la CEPI hanno sviluppato risorse finanziarie e linee guida per la diffusione globale di diversi vaccini anti-COVID-19 sicuri ed efficaci, riconoscendo che la necessità è diversa a seconda dei Paesi e dei segmenti di popolazione. Ad esempio, i vaccini anti-COVID-19 di successo dovrebbero e, spesso, vengono assegnati prima al personale sanitario e alle popolazioni a maggior rischio di malattie gravi e morte per infezione da COVID-19, come gli anziani o le persone povere in zone densamente popolate.

## Società e cultura

### Disinformazione
I post sui social media hanno promosso una teoria del complotto secondo cui un vaccino anti-COVID-19 sarebbe stato già disponibile quando non si era ancora scoperta la malattia. I brevetti citati da questi vari post sui social media contenevano riferimenti a brevetti esistenti per sequenze genetiche e vaccini per altri ceppi come il coronavirus della SARS, ma non per la COVID-19.
Il 21 maggio 2020, la FDA ha reso pubblico l'avviso di cessazione e desistenza che aveva inviato a North Coast Biologics, una società con sede a Seattle che aveva promosso la vendita di un prodotto non autorizzato, chiamato "nCoV19 spike protein vaccine".

### Esitazione sui vaccini

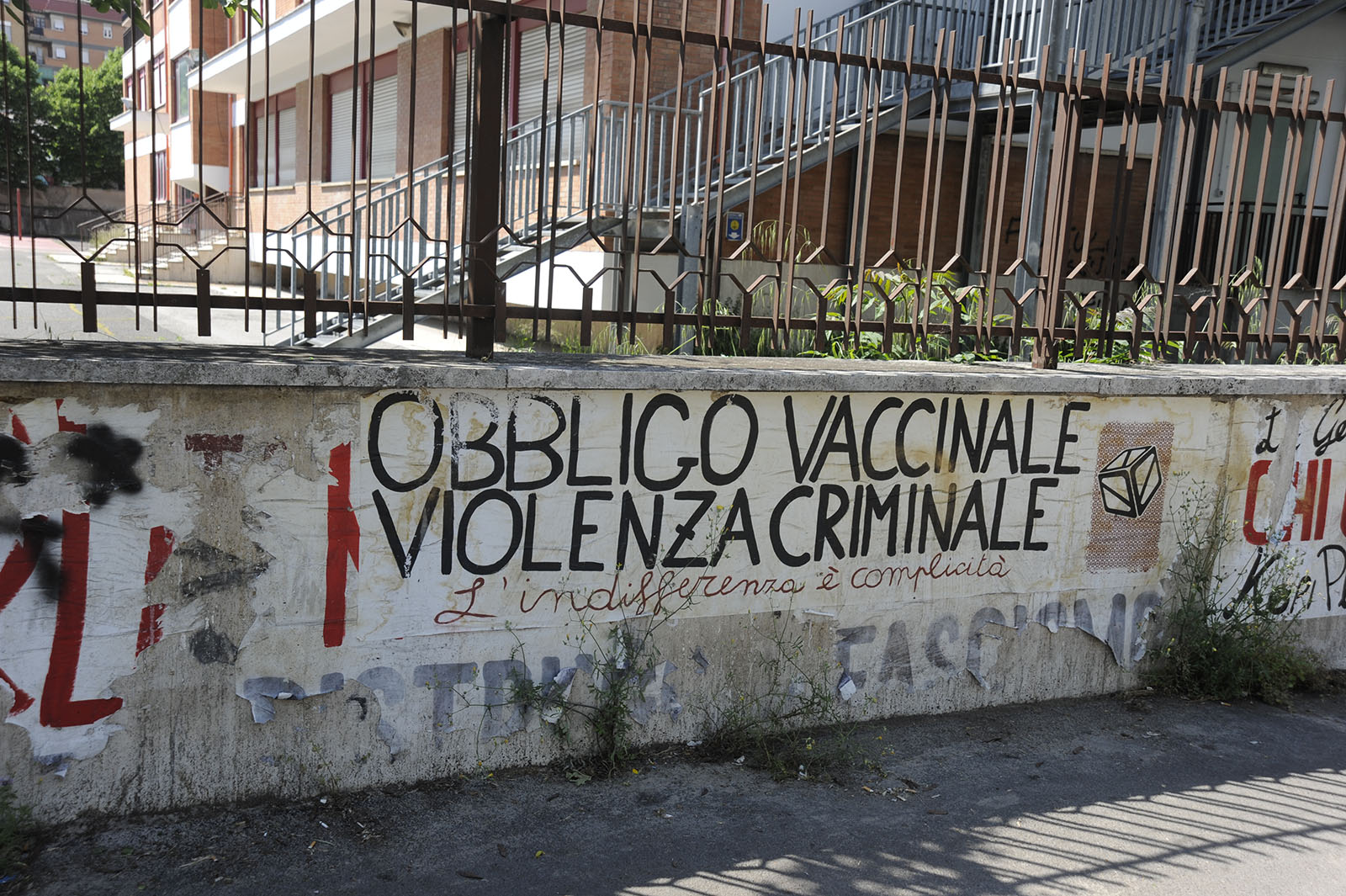
Scritta antivaccino a Roma 2022

Una considerevole minoranza della popolazione mondiale percepisce i vaccini come non sicuri o non necessari, rifiutando la vaccinazione. A metà del 2020, le stime di due sondaggi indicavano che tra il 67% e l'80% delle persone negli Stati Uniti avrebbe accettato una nuova vaccinazione contro la COVID-19, con un'ampia disparità per livello di istruzione, condizione lavorativa e luogo di residenza. È stato evidenziato che le maggiori opposizioni contro i vaccini avvengono infatti in larga parte tra le fasce di popolazione con minor reddito e grado di istruzione.
Un sondaggio condotto da National Geographic e Morning Consult ha dimostrato un divario di genere sulla disponibilità a ricevere un vaccino anti-COVID-19 negli Stati Uniti, con il 69% degli uomini intervistati che ha affermato che si sarebbe sottoposto a vaccinazione, rispetto a solo il 51% delle donne. Il sondaggio ha anche mostrato una correlazione positiva tra il livello di istruzione e la disponibilità a ricevere il vaccino.
Per dimostrare la sicurezza e l'esigenza del vaccino, numerosi importanti politici si sono sottoposti a vaccinazione davanti alle telecamere, e altri si sono impegnati a farlo.